# Müslüm Aslan
Pour les articles homonymes, voir Aslan.
Müslüm Aslan est un écrivain, un poète et un Kurde.  Il est né à Nusaybin, dans la province de Mardin, en Turquie.

## Biographie
Il a publié cinq recueils de poésie à ce jour ; le plus récent, intitulé Nefel, est paru en 2024.
Il a terminé ses études primaires et secondaires à Nusaybin,
dans la province de Mardin. Les années 1990 furent marquées par de fortes tensions politiques dans la région, auxquelles Aslan a été directement confronté. Il fut arrêté et emprisonné pour des motifs politiques.  
Il est resté détenu pendant dix ans, jusqu'en 2001, dans plusieurs villes de Turquie en tant que prisonnier politique, notamment à Diyarbakır, Çankırı et Maraş.
Sa sensibilité poétique a été profondément influencée par son grand-père, figure centrale de sa formation culturelle. Dès son plus jeune âge, Aslan fut initié à la poésie par les lectures de son grand-père, qui lui récitait des poèmes divaniques du poète Cigerxwîn, l’encourageant à les lire et à en assimiler l’esprit lyrique.
Ce lien affectif et littéraire marqua le début de son intérêt pour l’écriture poétique, qui se consolida durant sa détention. C’est en prison qu’il commença à composer ses premiers poèmes. Ses premiers écrits furent publiés dans la revue littéraire HAWAR, connue pour perpétuer l’héritage idéologique et le militantisme de figures telles que Mazlum Doğan et Ferhat Kurtay.

Après sa libération, il devint rédacteur en chef du quotidien national Ütopya, où il publia poèmes et essais axés sur des thématiques culturelles et sociales. En 2004, il fut cofondateur de la Maison de la Culture et des Arts Roza (Roza Kültür ve Sanat Evi), visant à promouvoir la production artistique et littéraire dans la région.  
Sous sa direction, deux revues furent lancées : DEM (en turc) et Nûbîn (en kurde), toutes deux orientées vers la diffusion de contenus littéraires et culturels.
Cependant, le centre culturel ainsi que les publications furent fermés par décision gouvernementale sans justification officielle. Les revues cessèrent leur activité après leur premier numéro.
Les poèmes, essais et journaux intimes de Müslüm Aslan ont été publiés dans de nombreuses revues littéraires, notamment Güney Dergisi, Ütopya, Yaratı, Hayal Dergisi, Tîgrîs, Kowar W, Tîroj et Dilop.  
Son nom et certaines de ses œuvres poétiques figurent également dans l’Anthologie des poètes du Nord,
ouvrage dirigé par le poète kurde Arjen Arî et reconnu internationalement. Plusieurs de ses compositions en kurde ont été mises en musique et interprétées par des artistes kurdes célèbres tels que Hasan Tercan, Bermal Çem, Diljen Ronî et Raperîn.
Actuellement, Müslüm Aslan est membre du PEN Club Kurde et de la Fondation des Écrivains Kurdes.

## Publications dans des revues littéraires
- 2004 MifteTîroj,  8.
- 2004 Xeydok, Tîroj, 9.
- 2021 Li wî çiyayî,  Dilop, 18.
- 2021 Ax Qurban, Güney (kovar), 96.
- 2021 Bendîman, Güney (kovar), 98.
- 2022 Amed, Güney (kovar), 100.
- 2022 Gora li nav sterkan, Güney (kovar), 101.
- 2022 Derew, Güney (kovar), 103.
- 2023 Hîv, Güney (kovar), 104.
- 2023 Şikestim, Güney (kovar), 105.
- 2023 Nerînên Zarokan, Güney (kovar), 106.
- 2024 Bext, Güney (kovar), 107.
- 2024 Grî, Güney (kovar), 108.
- 2024 Derî, Güney (kovar), 109.
- 2024 Hogiro, Güney (kovar), 110.
- 2024 Li te difikirim, Güney (kovar), 111.
- 2025 Xewn, Güney (kovar), 112.

## Œuvres
- Ayna (2005), J&J Yayınları (Éditions J&J)
- Ru (2009), BM Yayınları (Éditions BM)
- Nehirler Zindanlara Dökülür (2013), Esmer Yayınları (Éditions Esmer)
- Aram (2021), J&J Yayınları (Éditions J&J)
- Nefel (2024), Luvi Yayınları (Éditions Luvi)